# USS Lowry (DD-770)
USS Lowry (DD-770) là một tàu khu trục lớp Allen M. Sumner được Hải quân Hoa Kỳ chế tạo trong Chiến tranh Thế giới thứ hai. Nó là chiếc tàu chiến duy nhất của Hải quân Mỹ được đặt theo tên Thiếu tướng Hải quân Reigart Bolivar Lowry (1826-1880), người tham gia cuộc Chiến tranh Mexico-Hoa Kỳ và cuộc Nội chiến Hoa Kỳ. Nó đã hoạt động cho đến hết Thế Chiến II, và tiếp tục phục vụ sau đó trong Chiến tranh Triều Tiên và Chiến tranh Việt Nam cho đến khi xuất biên chế năm 1973. Con tàu được chuyển cho Brazil trong năm đó, và hoạt động như là chiếc Espirito Santo cho đến khi ngừng hoạt động và bị tháo dỡ năm 1996. Lowry được tặng thưởng danh hiệu Đơn vị Tưởng thưởng Hải quân cùng bốn Ngôi sao Chiến trận do thành tích phục vụ trong Thế Chiến II, và thêm hai Ngôi sao Chiến trận khác trong Chiến tranh Triều Tiên.

## Thiết kế và chế tạo
Lowry được đặt lườn tại xưởng tàu của hãng Bethlehem Steel Co. ở San Pedro, California vào ngày 1 tháng 8 năm 1943. Nó được hạ thủy vào ngày 6 tháng 2 năm 1944; được đỡ đầu bởi cô Ann Lowry, và nhập biên chế vào ngày 23 tháng 7 năm 1944 dưới quyền chỉ huy của Trung tá Hải quân L. H. Martin.

## Lịch sử hoạt động

### 1944 - 1947
Sau khi hoàn tất việc chạy thử máy huấn luyện, Lowry rời San Pedro vào ngày 26 tháng 10 năm 1944 để hoạt động huấn luyện tại Trân Châu Cảng trước khi lên đường đi Philippines, đi đến vịnh San Pedro tại đảo Leyte vào ngày 14 tháng 12. Từ ngày 19 đến ngày 29 tháng 12, nó hộ tống các đoàn tàu vận tải đi lại giữa Leyte và đảo Mindoro và hỗ trợ cho cuộc đổ bộ lên Mindoro. Sau đó từ ngày 2 đến ngày 10 tháng 1 năm 1945, nó đảm nhiệm hộ tống bảo vệ cho lực lượng đặc nhiệm tàu sân bay đồng thời hỗ trợ hải pháo cho cuộc đổ bộ lên vịnh Lingayen tại Luzon, Philippines, tiếp tục tuần tra và hỗ trợ ngoài khơi bãi đổ bộ cho đến khi lên đường đi Ulithi vào ngày 22 tháng 1.
Lowry rời Ulithi vào ngày 10 tháng 2 để hộ tống các tàu sân bay nhanh thuộc Lực lượng Đặc nhiệm 58 trong các nhiệm vụ không kích đảo Honshū nhằm hỗ trợ cho cuộc đổ bộ lên Iwo Jima; lực lượng quay trở về Ulithi vào ngày 1 tháng 3. Chiếc tàu khu trục lại lên đường vào ngày 21 tháng 3 để hướng đến Okinawa, nơi nó bảo vệ cho các tàu sân bay trong chiến dịch đổ bộ lên đảo này, cho đến ngày 29 tháng 4. Nó sau đó được điều động sang làm nhiệm vụ cột mốc radar canh phòng ngoài khơi Okinawa, khi nó nhiều lần đụng độ với máy bay Kamikaze tấn công cảm tử đối phương. Cuộc đối đầu ác liệt nhất diễn ra vào ngày 28 tháng 5, khi chiếc tàu khu trục Drexler (DD-741) cùng làm nhiệm vụ canh phòng bị hai máy bay Kamikaze đánh trúng và đắm với tổn thất nhân mạng nặng nề. Lowry đã nỗ lực chống trả nhiều đợt tấn công tự sát tiếp theo và cố gắng cứu chiếc tàu chị em, rồi sau đó cứu vớt những người sống sót bất chấp những đợt không kích tự sát tiếp nối sau đó. Do thành tích hoạt động trong vai trò cột mốc canh phòng tại Okinawa, con tàu được trao tặng danh hiệu Đơn vị Tưởng thưởng Hải quân.
Lowry chuyển sang nhiệm vụ bảo vệ cho các hoạt động quét mìn trong biển Đông từ ngày 29 tháng 6, rồi đi đến vịnh San Pedro vào ngày 27 tháng 7 để bảo trì, tiếp liệu và nghỉ ngơi. Sau khi Nhật Bản đầu hàng vào ngày 15 tháng 8, con tàu gia nhập trở lại Lực lượng Đặc nhiệm 38 ngoài khơi Tokyo vào ngày 24 tháng 8 để làm nhiệm vụ cùng lực lượng chiếm đóng, chuyên chở thực phẩm cho những tù binh chiến tranh Đồng Minh cho đến ngày 1 tháng 10, khi nó lên đường đi Okinawa, nơi nó đón những hành khách cựu chiến binh lên tàu cho hành trình quay trở về Hoa Kỳ. Nó về đến San Diego, California vào ngày 21 tháng 10.
Sau khi được đại tu và huấn luyện, Lowry rời San Francisco, California vào ngày 14 tháng 7, 1946 để đi Kwajalein, nơi nó hoạt động tuần tra trong khuôn khổ Chiến dịch Crossroads, cuộc thử nghiệm bom nguyên tử trên đảo san hô Bikini, làm nhiệm vụ từ ngày 24 tháng 7 đến ngày 10 tháng 8, khi nó lên đường quay trở về San Diego, về đến nơi vào ngày 22 tháng 8. Sau các hoạt động huấn luyện dọc theo vùng bờ Tây và quần đảo Hawaii, nó thực hiện chuyến viếng thăm Sydney, Australia vào tháng 5, 1947 nhân kỷ niệm 5 năm Trận chiến biển Coral. Quay trở về San Diego vào ngày 14 tháng 6, con tàu được cho xuất biên chế vào ngày 30 tháng 6, và được đưa về Hạm đội Dự bị Thái Bình Dương.

### Chiến tranh Triều Tiên
Do sự kiện lực lượng Bắc Triều Tiên tấn công xuống lãnh thổ Nam Triều Tiên vào tháng 6, 1950, khiến Chiến tranh Triều Tiên bùng nổ, Lowry được cho nhập biên chế trở lại vào ngày 27 tháng 12, 1950 dưới quyền chỉ huy của Hạm trưởng, Trung tá Hải quân C. H. Morrison, Jr. Con tàu được phân về Hạm đội Đại Tây Dương, nên đã đi đến New York vào ngày 30 tháng 4, 1951, rồi được đại tu tại Norfolk, Virginia trước khi bắt đầu huấn luyện tại vùng biển Caribe vào tháng 8. Nó quay trở lại Norfolk vào ngày 15 tháng 11, rồi khởi hành vào ngày 22 tháng 1, 1952 để đi sang khu vực Tây Thái Bình Dương và gia nhập cùng Đệ Thất hạm đội, đi đến Yokosuka, Nhật Bản vào ngày 27 tháng 2. Nó phục vụ cùng Lực lượng Đặc nhiệm 77 ngoài khơi bờ biển phía Đông Triều Tiên trong vai trò bắn phá bờ biển, canh phòng máy bay và hộ tống cho các tàu sân bay cho đến đầu tháng 4, rồi chuyển sang nhiệm vụ tương tự dọc theo bờ biển phía Tây bán đảo cùng Lực lượng Đặc nhiệm 95, lực lượng phong tỏa và hộ tống Liên Hợp Quốc, cho đến hết tháng 5. Nó lên đường vào ngày 8 tháng 6 để gia nhập trở lại Lực lượng Đặc nhiệm 77, làm nhiệm vụ bắn hải pháo hỗ trợ trước khi lên đường quay trở về nhà. Đi ngang qua kênh đào Suez và các cảng tại Địa Trung Hải, nó về đến Norfolk vào ngày 19 tháng 8, hoàn tất một chuyến đi vòng quanh thế giới.
Từ ngày 19 tháng 8, 1952 đến ngày 1 tháng 2, 1954, Lowry thực hiện những chuyến đi huấn luyện ngoài khơi bờ biển Florida và vùng biển Caribe nhằm tăng cường khả năng sẵn sàng chiến đấu. Nó rời Norfolk vào ngày 1 tháng 2, 1954 cho chuyến đi vòng quanh thế giới lần thứ hai, vượt kênh đào Panama và đi đến Yokosuka, Nhật Bản vào ngày 9 tháng 3. Sau một loạt các cuộc cơ động tập trận, bao gồm việc mô phỏng đầy đủ một cuộc tấn công giả định lên Iwo Jima, nó rời Yokosuka vào ngày 29 tháng 6 để quay về nhà qua ngã kênh đào Suez, về đến Norfolk vào ngày 25 tháng 8.
Những hoạt động huấn luyện dọc theo vùng bờ Đông và vùng biển Caribe được tiếp nối trước khi Lowry lần đầu tiên được phái sang hoạt động cùng Đệ Lục hạm đội tại Địa Trung Hải. Nó rời Norfolk vào ngày 7 tháng 11, 1956, và quay trở về cảng nhà vào ngày 28 tháng 2, 1957, tiếp tục huấn luyện và được đại tu. Con tàu rời Norfolk vào ngày 3 tháng 9 để tham dự cuộc tập trận Strikeback của Khối NATO tại vùng biển Bắc Đại Tây Dương, rồi tiếp tục đi sang Địa Trung Hải; nó quay trở về Norfolk vào ngày 22 tháng 12. Lượt phục vụ thứ ba của chiếc tàu khu trục cùng Đệ Lục hạm đội diễn ra từ ngày 7 tháng 8, 1959 đến ngày 26 tháng 2, 1960. Sau đó, nó được cải biến tại Xưởng hải quân Portsmouth theo Chương trình Hồi sinh và Hiện đại hóa Hạm đội II (FRAM: Fleet Rehabilitation and Modernization), khi những cảm biến và vũ khí chống tàu ngầm được nâng cấp; công việc hiện đại hóa hoàn tất vào ngày 14 tháng 1, 1961.
Vào tháng 6, 1961, Lowry tham gia Đội đặm nhiệm chống tàu ngầm Alpha, một lực lượng đặc biệt đảm nhiệm nghiên cứu và phát triển thiết bị và chiến thuật chống tàu ngầm. Nó hoạt động cùng đội đặc nhiệm này trong bốn năm tiếp theo, đồng thời cũng tham gia vào Chương trình Mercury khi phục vụ vào việc thu hồi tàu không gian Liberty Bell 7 trong chuyến bay dưới quỹ đạo của phi hành gia Virgil Grissom vào ngày 21 tháng 7, 1961. Trong năm tiếp theo, nó tham gia chiến dịch "phong tỏa" Cuba khi xảy ra vụ Khủng hoảng tên lửa Cuba vào tháng 10 - tháng 11, 1962.
Sau đợt bố trí phục vụ thứ tư tại Địa Trung Hải từ ngày 18 tháng 2 đến ngày 12 tháng 7, 1965, Lowry được trang bị máy bay trực thăng không người lái chống tàu ngầm Aerodyne QH-50 DASH, rồi tham gia một đợt tập trận lớn tại Đại Tây Dương. Đợt biệt phái tiếp theo phục vụ cùng Đệ lục Hạm đội từ ngày 4 tháng 3 đến ngày 12 tháng 8, 1966 được tiếp nối bởi một giai đoạn hoạt động như tàu huấn luyện cho Trường Sonar Hạm đội tại Key West, Florida. Vào tháng 1 và tháng 2, 1967, nó nhận lên tàu những học viên sĩ quan Peru cho một chuyến đi thực tập huấn luyện, trong khuôn khổ Chương trình Trao đổi Học viên sĩ quan. Từ ngày 8 tháng 5 đến ngày 22 tháng 9, con tàu được đại tu tại Xưởng hải quân Norfolk, rồi tiếp tục huấn luyện ôn tập tại vịnh Guantánamo, Cuba.

### Chiến tranh Việt Nam
Lowry khởi hành từ Norfolk vào đầu tháng 4, 1968, và băng qua kênh đào Panama để hướng sang Viễn Đông. Nó gia nhập Đệ Thất hạm đội để hoạt động trong cuộc Chiến tranh Việt Nam, đảm nhiệm vai trò canh phòng máy bay cho tàu sân bay, và hỗ trợ hải pháo cho trận chiến trên bộ dọc theo bờ biển Nam Việt Nam. Xen kẻ những lượt hoạt động này là những chuyến viếng thăm cảng Bangkok, Thái Lan; Sasebo và Yokosuka, Nhật Bản; Hong Kong; Pusan, Hàn Quốc và vịnh Subic, Philippines. Con tàu quay trở về Norfolk vào ngày 27 tháng 11.
Lowry tiếp tục các hoạt động thường lệ dọc theo bờ biển Đại Tây Dương. Vào ngày 29 tháng 5, 1969, đang khi thực hành huấn luyện tác xạ ngoài khơi Puerto Rico, một quả đạn pháo đã kích nổ sớm trong nòng pháo, phá hủy khẩu đội và làm một người thiệt mạng cùng nhiều người khác bị thương.

### Espirito Santo(D 38)
Lowry được cho rút khỏi danh sách Đăng bạ Hải quân vào ngày 31 tháng 10, 1973. Nó được chuyển cho Brazil và tiếp tục phục vụ cùng Hải quân Brazil như là chiếc Espirito Santo (D 38) cho đến khi ngừng hoạt động vào ngày 2 tháng 2, 1996. Nó được sử dụng làm mục tiêu tác xạ, và cuối cùng bị đánh đắm vào năm 1998. Tuy nhiên nguồn khác cho rằng con tàu bị tháo dỡ vào tháng 10, 1996.

## Phần thưởng
Lowry được tặng thưởng danh hiệu Đơn vị Tưởng thưởng Hải quân cùng bốn Ngôi sao Chiến trận do thành tích phục vụ trong Thế Chiến II, và thêm hai Ngôi sao Chiến trận khác trong Chiến tranh Triều Tiên.